# Sentai
Sentai (戦隊) es un término japonés que puede ser traducido como "fuerza de ataque" o "regimiento". Es más conocido como el término empleado en la Segunda Guerra Mundial por el Servicio Aéreo del Ejército Imperial Japonés, haciendo referencia a una unidad compuesta de dos o más escuadrones. Un sentai era equivalente a un grupo aéreo o a un Ala, según las denominaciones de otras fuerzas aéreas, y se dividía en varios chutai o escuadrillas. El término fue usado también, en un grado menor, por el Servicio Aéreo de la Armada Imperial Japonesa, dado que la denominación oficial era hikōkitai.

## Otros usos del término
En la actualidad se aplica asimismo para definir a un subgénero de anime, manga y tokusatsu típico de Japón en el que los protagonistas son escuadrones o patrullas que luchan contra  diversos enemigos, siendo Super Sentai Series, producida por Toei y Bandai y transmitida por TV Asahi desde 1975, la producción de género sentai más popular.
- Datos: Q2143902